# István Andrássy
István Andrássy (ur. 5 maja 1927 w Szolnoku, zm. 4 sierpnia 2012) – węgierski nematolog.
István urodził się w 1927 roku w Szolnok, w 1946 ukończył szkołę Ciszterci Szent Imre w Budapeszcie, a w 1950 ukończył studia na Uniwersytecie im. Pétera Pázmány z tytułem licencjackim z zakresu muzeologii. Po studiach dostał pracę w Węgierskim Muzeum Historii Naturalnej. W 1952, na zaproszenie Endere Dudicha dołączył do grupy zajmującej się zoologią gleby, gdzie zatrudniony był do odejścia na emeryturę w 2006. W 1956 roku otrzymał tytuł równoważny doktorowi, a w 1973 został nagrodzony stopniem D.Sc. w dziedzinie biologii od Węgierskiej Akademii Nauk. Andrássy był ponadto adiunktem i wykładowcą systematyki zwierząt na Uniwersytecie im. Loránda Eötvösa i w 1974 otrzymał honorowy tytuł profesora zwyczajnego. Pracę badawczą kontynuował do ostatnich dni.
Badania Andrássego skupiały się na systematyce ewolucyjnej, taksonomii i ekologii nicieni. Opisał 660 nowych dla nauki taksonów w tym 56 rodzin i taksonów wyższej rangi. Napisał ponad 230 publikacji naukowych oraz kilka ważnych książek, w tym Evolution as a Basis for the Systematization of Nematodes (1976), Klasse Nematoda Ordnungen Monhysterida, Desmoscolecida, Araeolaimida, Chromadorida, Rhabditida (1984) oraz trzytomową Free-living nematodes of Hungary (2005-2009). Był jednym z założycieli i redaktorów pisma Opuscula Zoologica, redaktorem naczelnym Állattani Közlemények oraz redaktorem Acta Zoologica Academiae Scientiarum Hungarica. Odznaczony został Medalem Skrjabina przez Sowiecką Akademię Nauk oraz Hungarian Academy Prize, Huzella Prize i Gelei Prize przez Hungarian Biological Society. Otrzymał także honorowe członkostwo w Society of Nematologists, a na jego cześć nazwano ponad 60 taksonów.